# Live Acoustic
Live Acoustic è un EP della cantautrice canadese Avril Lavigne.

## Il disco
Contiene versioni acustiche di canzoni tratte dai primi due album della cantante: Let Go (per il brano Sk8er Boi) e Under My Skin (per i rimanenti brani). L'EP è stato venduto solo nella catena di centri commerciali Target negli Stati Uniti d'America.

## Tracce
- He Wasn't (Live acoustic version)
- My Happy Ending (Live acoustic version)
- Sk8er Boi (Live acoustic version)
- Don't Tell Me (Live acoustic version)
- Take Me Away (Live acoustic version)
- Nobody's Home (Live acoustic version)